# 조향숙

(위 왼쪽부터 시계방향)고향집 앞에서 어머니와 함께 1958. 서울공군사관학교보라매법당 결혼식 1977. 사진=한호림. 수도사대대학원 졸업식 김창락 교수와 함께 1974. 어머니 초상, 162.2 ×130.3㎝ oil on canvas, 1971. 사진제공=조향숙.

조향숙(한국 한자: 趙香淑, Jo Hyang Sook, 1949년 6월13일~)은 회화와 판화를 통해 불교세계관을 표현하는 대한민국의 화가이다.

## 생애
조향숙은 1949년 6월13일 경상북도 성주군 수륜면 남은리에서 아버지 함안 조씨 동계공파 16세손 조래희(趙來希), 어머니 평산 신씨 제정공파 31세손 신주이(申朱伊)사이에 1녀로 출생했다. 유년시절 독서를 좋아하셨던 어머니 영향으로 자연스럽게 책을 가까이 하게 되면서 감성을 키웠고 할머니와 함께 간 사찰의 불화(佛畫)에서 강렬한 인상이 각인되었다.
1967년 수도여자사범대학 미술과에 입학하였고 74년 동 대학원을 졸업했다. 대학시절 김창락(金昌洛), 박고석(朴古石), 남관(南寬), 류경채(柳景埰), 김원(金源), 최영림(崔榮林), 손일봉(孫一峰), 이동훈(李東勳), 최덕휴(崔德休), 장리석(張利錫), 이병규(李昞圭), 박래경(朴來卿), 석도륜(昔度輪), 임영방(林英芳) 교수 등 일제강점기 일본과 유럽에서 미술공부를 하여 한국현대미술의 초석을 놓은 화가들에게서 다양한 화법과 이론을 지도 받았다.
특히 김창락 교수에게서 서양화, 최영림 교수에게 판화, 석도륜 교수에게 한국불교판각(板刻)과 한국전통불교목판화(木版畫)를 집중사사 받았다. 2007년 홍익대학교 일반대학원 판화과에서 임영길(林英吉)교수에게 지도받았고 2013년 동대학원 미술학 박사학위를 수여받았다. 조향숙은 1977년 반려자 정제택(鄭濟澤,1947~)과 결혼했고 슬하에 2남을 두었다.

(위 왼쪽부터 시계방향)가을, 130×97㎝ oil on canvas, 1969(국전입선작품). 시정, 162×112㎝ oil on canvas, 1974(국전입선작품). 사진=이대윤. 불두, 162×130㎝ oil on canvas, 1971. 사진제공=조향숙.

## 한국의 전통서정풍경 화두가 된 불교미술(1969~1980)
유화작업을 통하여 한국적 정체성을 찾아가는 소재를 작품주제로 삼았다. 전국의 시골마을 등지에서 사라져가는 전통의 서정적인 풍경을 화폭에 담았다. 그러한 작품으로 1969~76년간 국전(國展,대한민국미술전람회)에 4회 입선했다.
이 시기 경주남산에서 현지작업을 할 때 주변에 흩어져있는 석불, 경주박물관 내 불교작품과 뒤뜰의 석불, 석두 등을 만나게 된다. 이러한 현장경험들로 1973년 ‘韓國佛畵硏究(한국불화연구)’로 수도여사대대학원논문을 발표하게 되는데 이후 조향숙의 일생화두로써 불교미술이 자리 잡게 된다.

(위 왼쪽부터)심방엄하, 100×70㎝ 목판화, 2000. 심우(尋牛), 40×60㎝ 목판화, 2007. 사진=이동훈. 법륭사관세음보살-판각, 80×65㎝, Woodcut, 1982. 사진제공=조향숙. (아래)석가십대제자상, 140×500㎝, 목판화, 2007. 사진=이동훈.

## 소멸하며 찾아가는 목판화 비움의 불교정신(1971~현재)
불교회화와 판각(板刻)작업을 병행한 시기이다. 우리나라 불교 도상들을 가지고 판각을 시작한 것이 1970년대 초반인데 그것이 보다 구체화 되고 형상화되면서 70년대 중반이후 본격적인 판각작업에 매진한다. 설악산 봉정암, 지리산 화엄사, 한라산 관음사 등에서 벽화, 탱화, 단청 등을 스케치하면서 회화, 판화, 판각작업으로 발전시켰다. 그 작업들을 ‘뢰차(Roe Cha)’동인창립전인 1979년부터 2010년까지 발표했다.
“회화에 담아냈던 감정의 연속과 달리 목판은 감정의 기복으로부터 자유를 복원시킨다고 작가는 생각한다. 지속적으로 작업하지 않는다면 사라져 버릴지도 모르는 회화표현의 민감성에 비해, 사이(間) 시간을 허락하는 목판은 투박한 두드림으로 그 민감성을 소멸시킨다.”
“조향숙에게 목판화를 가르친 석도륜이 또 다른 현대판화의 수원지가 될 수 있을 것이다. 석도륜 목판화는 마치 작두와 같은 칼의 절제된 힘으로 나타난다. 칼의 한 획으로 인하여 형태의 단순함과 날카로움이 확연히 드러난다. 이러한 석도륜 목판화의 특성은 그대로 조향숙에게도 영향을 미치는데 작가의 중기작품들에서 잘 나타난다.”

(위 왼쪽부터)천년의 기원, 140×74㎝ 한지에 석채, 2009. 140×74㎝, 1986. 140×74㎝, 2009.(아래)기원, 139×208㎝ 장지에 석채, 1992. 사진=이동훈.

## 불교미술의 심화 한국적전통재료의 계승발전(1979~현재)
한지의 풍부한 물성과 먹과 석채의 물감이 갖는 담백하고 선명한 한국적 색감에 매료되어 천착하게 된다. 1986년 동방플라자 미술관에서 불화(佛畫)로만 첫 개인전을 열었고, ‘뢰차’동인전을 통해 주악천인도, 사대보살 보살상, 비천상 등을 주제로 조향숙 예술의 불교회화와 판화를 연이어 발표했다. 이어 조향숙 불교미술정체성 확보를 위하여 1985년 일본의 법륭사(法隆寺)와 동대사(東大寺), 1993년 인도아잔타석굴(Ajanta Caves), 2004년 중국 돈황(敦煌) 등지를 답사한다. 그곳 불화에서 전해오는 색채와 형태를 한국불화와 비교연구하며 불화작품세계의 심화를 위한 노력에 정진했다.
“작품이미지의 전통성과 잘 맞는 재료를 찾아서 삼베, 모시, 노방 등의 천위에 석채를 사용했다. 1985년 일본 동경(新井畵廊)과 오사카(三彩工藝店)에서 열린 ‘뢰차’동인전, 동방플라자 미술관 개인전에서 한지를 재료로 작업한 작품을 처음으로 선보였다.”
“여류작가 서급당(西汲當) 조향숙씨의 동방플라자 미술관에서 갖는 첫 개인전에는 주로 불교를 소재로 다룬 작품들을 선보인다. 석탑, 기마도(騎馬圖), 보살상, 단청 등 다양한 세계를 보여 주는 조씨의 작품을 통해 현대와 고전(古典)이 함께 숨 쉬는 동양화의 새로운 전형(典型)을 읽을 수 있다. 동굴 벽화에서나 볼 수 있는 기마 수렵도, 연좌(蓮座) 위에 앉은 불상(佛像) 등 숱한 이야기와 유머를 화폭에 담은 조씨는 불교미술전에서 세 차례, 국전에서 네 차례 입선 경력을 가지고 있다.”

(위 왼쪽부터)To Find Lost Time(잃어버린 시간을 찾아서), 90×65㎝, Woodcut and Serigraphy on Chin Colle, 2011. 사진=이만홍. 尋牛(심우), 110×60㎝, 아크릴 위 실크스크린, 2008. 사진=이만홍. To Find Lost Time-히말라야, 40×30㎝ 먹 드로잉, 2014. 사진=강일석. (아래)To Find Lost Time, 60×100㎝ 2011. 사진=이만홍.

## 현재와 과거의 동시간성 현대판화 불교작품(2007~현재)
한국전통 불화 및 판화에 서양의 판화기법을 접목시키는 작품세계의 확장을 모색한다. 서양의 세리그래피(serigraphy)기법과 동양목판화의 절충을 통해 이전 전통판화로 했던 심우도(尋牛圖)를 현대판화로 발전시켜 2008년 홍익대학교현대미술관 석사청구전을 통해 발표했다. 이후 한 화면에 전통과 현대를 융합한 ‘To Find Lost Time(잃어버린 시간을 찾아서)’연작을 발표한다. 특히 우리나라 고목판 인쇄에서 머리카락을 밀랍과 결합한 문지르개 ‘바렌’을 작품제작에 운용한다. 2014년 자신의 작품 속에 붓다정신을 녹여내기 위해 히말라야 안나푸르나를 찾기도 했다.
“나의 심우도 작품은 현대인의 파편화 된 삶속에서 자아를 타인 속에 어떻게 조화시켜야 하는가를 수행자와 관찰자의 눈을 대비시켜 표현했다. 소(본성)를 찾아가는 동자(수행자)와 또 다른 나(붓을 잡은 여자)를 설정 시켰다.” “손에 붓을 듯 여인이 등장하는 일련의 판화들에서는 심우도를 테마로서 도입한다. 여기서 여인이 손에 든 붓은 남성주체의 창을 연상시키며, 이로써 일종의 여성주의의 시각을 반영한다.”
“조향숙 작가는 데페이즈망 기법으로 낯선 사물과 이미지의 만남 그리고 시공간을 넘나드는 복합적 이미지 등 무엇보다 작가는 판화라는 장르에 매달린다. 손의 촉각성이 강조된 표현으로, 다양한 내용으로 우리를 둘러싼 현실세계를 다른 방식으로 보여준다.”

## 평가
“조향숙은 불교의 도상을 다룬다. 널 목판의 전통적인 형식과 수성목판화의 판법이 어우러진 그의 판화는 그 정치하고 투명한 질감이나 색감이 흡사 전통적인 불교변상도를 변주한 것 같고 더불어 수묵화의 깊고 아득한 정취를 자아낸다.”
“화가 조향숙의 불상이나 누드의 여인, 또는 사물의 좌우나 상하의 뒤바뀜 현상은 매우 의도적이다. 그러나 이것은 겉으로 드러난 외형적 모습보다 본질이 더 중요하다. 작가의 작업 태도는 자연과 인간, 사물의 근원을 탐구하려는 현상학적 자세를 유지하고자 한다.”
“조향숙은 과거 우리 민족의 축적된 위대한 문화유산에 접근해서 어떻게 살아 숨 쉬는 민족의 생명력을 재해석, 재생산해야 하는가를 고민해 우리 전통의 맥을 현대에 되살리려는 노력을 하고 있다.”

## 개인전 및 단체전
개인전
- 2020 선화랑 서울

- 2017 유나이티드갤러리 서울

- 2016 한옥갤러리 서울

- 2015 예술의전당-서울모던아트쇼 서울

- 2015 하이서울유스호스텔 아트월 서울

- 2013 최정아 갤러리 서울

- 2011 인사아트센터-홍익대학교 미술대학 박사학위 청구전 서울

- 2010 스콜라아트센터 베이징

- 2009 스페이스 함 서울

- 2008 홍익대학교 현대미술관-홍익대학교 판화과 석사학위 청구전 서울

- 2008 인사아트프라자-월간 미술문화 초대전 서울

- 2006 코엑스 특설전시장-코엑스 프리미엄 아트페어 특별초대전 서울

- 2004 코엑스 특설전시장–플러스 아트페스티벌 특별초대전 서울

- 2004 코엑스 특설전시장-월간 미술문화 초대전 서울

- 1986 동방플라자 미술관 서울

주요단체전
- 1979~2010 뢰차 동인전

- 2011 한국현대목판화의 흐름-목판화연감제작 2005~2010(나무화랑,서울)

- 2015 한국판화연구회창립전(생거진천판화미술관,진천)

- 2018 홍익대학교 현대미술관소장작품전(HoMA,서울)

- 2019 Salon 2019 SNBA(카루젤 뒤 루브르,파리)

- 2020 Grand-Palais ART CAPITAL-SALON DESSIN PEINTURE(파리)

- 2020 한국현대판화전(사마라 국립미술관,러시아)

- 2023 LE SALON(ART CAPITAL,파리)

- 2023 홍익판화작가초대전-홍익대학교 판화과 30년(토탈미술관,서울)

- 2023 제50회 (사)한국여류화가협회 정기전(인사아트프라자,서울)

## 미술관 소장
프리모르스키 국립미술관(러시아,2021), 진천판화미술관, 홍익대학교 현대미술관.